# Temporada 2024 de Fórmula 1
La Temporada 2024 de Fórmula 1 és el 75è temporada del campionat del món de Fórmula 1 de la història. Està organitzat pel Federació Internacional d' Automoció (FIA).

## Equips i pilots
Els següents constructors i pilots estan actualment sota contracte per competir al Campionat Del Món de 2024. Tots els equips competeixen amb els pneumàtics subministrats per l'empresa Pirelli.
| Escuderia                                     | Xassís              | Xassís   | Motor               | Pneumàtics | N.º | Pilots           | Sigles |
| --------------------------------------------- | ------------------- | -------- | ------------------- | ---------- | --- | ---------------- | ------ |
| Oracle Red Bull Racing                        | Red Bull            | RB20     | Honda RBPTH002      | Pirelli    | 1   | Max Verstappen   | VER    |
| Oracle Red Bull Racing                        | Red Bull            | RB20     | Honda RBPTH002      | Pirelli    | 11  | Sergio Pérez     | PER    |
| Mercedes-AMG PETRONAS Formula One Team        | Mercedes            | W15      | Mercedes-AMG F1 M15 | Pirelli    | 44  | Lewis Hamilton   | HAM    |
| Mercedes-AMG PETRONAS Formula One Team        | Mercedes            | W15      | Mercedes-AMG F1 M15 | Pirelli    | 63  | George Russell   | RUS    |
| Scuderia Ferrari                              | Ferrari             | SF-24    | Ferrari 066/12      | Pirelli    | 16  | Charles Leclerc  | LEC    |
| Scuderia Ferrari                              | Ferrari             | SF-24    | Ferrari 066/12      | Pirelli    | 38  | Oliver Bearman   | BEA    |
| Scuderia Ferrari                              | Ferrari             | SF-24    | Ferrari 066/12      | Pirelli    | 55  | Carlos Sainz Jr. | SAI    |
| McLaren Formula 1 Team                        | McLaren             | MCL38    | Mercedes-AMG F1 M15 | Pirelli    | 4   | Lando Norris     | NOR    |
| McLaren Formula 1 Team                        | McLaren             | MCL38    | Mercedes-AMG F1 M15 | Pirelli    | 81  | Oscar Piastri    | PIA    |
| Aston Martin Aramco Formula One Team          | Aston Martin Aramco | AMR24    | Mercedes-AMG F1 M15 | Pirelli    | 14  | Fernando Alonso  | ALO    |
| Aston Martin Aramco Formula One Team          | Aston Martin Aramco | AMR24    | Mercedes-AMG F1 M15 | Pirelli    | 18  | Lance Stroll     | STR    |
| BWT Alpine F1 Team                            | Alpine              | A524     | Renault E-Tech RE24 | Pirelli    | 10  | Pierre Gasly     | GAS    |
| BWT Alpine F1 Team                            | Alpine              | A524     | Renault E-Tech RE24 | Pirelli    | 31  | Esteban Ocon     | OCO    |
| Williams Racing                               | Williams            | FW46     | Mercedes-AMG F1 M15 | Pirelli    | 2   | Logan Sargeant   | SAR    |
| Williams Racing                               | Williams            | FW46     | Mercedes-AMG F1 M15 | Pirelli    | 23  | Alexander Albon  | ALB    |
| Visa Cash App RB Formula One Team             | RB                  | VCARB 01 | Honda RBPTH002      | Pirelli    | 3   | Daniel Ricciardo | RIC    |
| Visa Cash App RB Formula One Team             | RB                  | VCARB 01 | Honda RBPTH002      | Pirelli    | 22  | Yuki Tsunoda     | TSU    |
| Stake F1 Team Kick Sauber Kick Sauber F1 Team | Kick Sauber         | C44      | Ferrari 066/12      | Pirelli    | 24  | Guanyu Zhou      | ZHO    |
| Stake F1 Team Kick Sauber Kick Sauber F1 Team | Kick Sauber         | C44      | Ferrari 066/12      | Pirelli    | 77  | Valtteri Bottas  | BOT    |
| MoneyGram Haas F1 Team                        | Haas                | VF-24    | Ferrari 066/12      | Pirelli    | 20  | Kevin Magnussen  | MAG    |
| MoneyGram Haas F1 Team                        | Haas                | VF-24    | Ferrari 066/12      | Pirelli    | 27  | Nico Hülkenberg  | HÜL    |
| Fonts:                                        |                     |          |                     |            |     |                  |        |

### Canvis de pilots

#### En pretemporada
- Daniel Ricciardo torna a la Fórmula 1 a temps complet amb Visa Cash App RB Formula One Team, anteriorment anomenat Scuderia AlphaTauri després de passar mitja temporada com a pilot substitut a 2023.[23]

#### En temporada
- Oliver Bearman, pilot reserva de Ferrari, va reemplaçar Carlos Sainz Jr. a Aràbia Saudita després que a l'espanyol li diagnostiquessin una apendicitis.[24]
- Durant el Gran Premi d'Austràlia, Alexander Albon va patir un accident a la primera sessió d'entrenaments lliures on va danyar seriosament el seu monoplaça. Williams va prendre la decisió de pujar-lo al monoplaça del seu company Logan Sargeant, deixant sense córrer el nord-americà la resta del cap de setmana.[25]

### Canvis d'equips

#### En pretemporada
- Alfa Romeo va acabar la seva relació amb Sauber i va deixar el Fórmula 1 a Mesura que L'equip Suís es prepara per convertir-se en el Audi in 2026.[26][27] La plataforma de streaming Kick va adquirir els drets del nom, rebatejant-se Com a "Kick Sauber".[28]
- Escuderia AlphaTauri va ser rebatejat enmig d'una reestructuració de gestió.[29] L'equip es renomena "Rb Fórmula Un Equip" i està patrocinat per Visa  i per l'aplicació de pagament mòbil Cash App.[30]

#### En temporada
- Sauber patearà sota el nom de "Pate Sauber F1 Team" als Grans Premis on les lleis contra el joc estan en vigor.[31]

## Calendari
| Ronda | Gran Premi                       | Circuit                                      | Data           |
| ----- | -------------------------------- | -------------------------------------------- | -------------- |
| 1     | Gran Premi de Bahrain            | Circuit de Bahrain, Sakhir                   | 2 de març      |
| 2     | Gran Premi de l'Aràbia Saudita   | Circuit urbà de Jiddah, Jiddah               | 9 de març      |
| 3     | Gran Premi d'Austràlia           | Circuit d'Albert Park, Melbourne             | 24 de març     |
| 4     | Gran Premi del Japó              | Circuito de Suzuka, Suzuka                   | 7 d'abril      |
| 5     | Gran Premi de la Xina            | Circuit Internacional de Xangai, Xangai      | 21 d'abril     |
| 6     | Gran Premi de Miami              | Circuit urbà de Miami, Miami                 | 5 de maig      |
| 7     | Gran Premi de l'Emília-Romanya   | Circuit d'Enzo i Dino Ferrari, Imola         | 19 de maig     |
| 8     | Gran Premi de Mònaco             | Circuit de Mònaco, Montecarlo                | 26 de maig     |
| 9     | Gran Premi del Canadà            | Circuit Gilles Villeneuve, Montreal          | 9 de juny      |
| 10    | Gran Premi d'Espanya             | Circuit de Barcelona-Catalunya, Montmeló     | 23 de juny     |
| 11    | Gran Premi d'Àustria             | Red Bull Ring, Spielberg                     | 30 de juny     |
| 12    | Gran Premi de la Gran Bretanya   | Circuit de Silverstone, Silverstone          | 7 de juliol    |
| 13    | Gran Premi d'Hongria             | Hungaroring, Mogyoród                        | 21 de juliol   |
| 14    | Gran Premi de Bèlgica            | Circuit de Spa-Francorchamps, Spa            | 28 de juliol   |
| 15    | Gran Premi dels Països Baixos    | Circuit de Zandvoort, Zandvoort              | 25 d'agost     |
| 16    | Gran Premi d'Itàlia              | Autodromo Nazionale di Monza, Monza          | 1 de setembre  |
| 17    | Gran Premi de l'Azerbaidjan      | Circuit urbà de Bakú, Bakú                   | 15 de setembre |
| 18    | Gran Premi de Singapur           | Circuit urbà de Marina Bay, Singapur         | 22 de setembre |
| 19    | Gran Premi dels Estats Units     | Circuit de les Amèriques, Austin             | 20 d'octubre   |
| 20    | Gran Premi de la Ciutat de Mèxic | Autòdrom Hermanos Rodríguez, Ciutat de Mèxic | 27 d'octubre   |
| 21    | Gran Premi de São Paulo          | Circuit d'Interlagos, São Paulo              | 3 de novembre  |
| 22    | Gran Premi de Las Vegas          | Circuit Urbà de Las Vegas, Las Vegas         | 23 de novembre |
| 23    | Gran Premi de Qatar              | Circuit de Losail, Lusail                    | 1 de desembre  |
| 24    | Gran Premi d'Abu Dhabi           | Circuit Yas Marina, Abu Dhabi                | 8 de desembre  |
| Font: |                                  |                                              |                |